# Omomyidae
De Omomyidae zijn een familie van uitgestorven zoogdieren die leefden van het Eoceen tot het Mioceen. Dit is de grootste familie van de spookdieren, waarvan op Sumatra en Borneo nog enkele vertegenwoordigers voorkomen.

## Kenmerken
Hun neusspiegels zijn niet verdeeld, daarom worden ze Haplorhini (hele neuzen) genoemd. Ze bereikten gemiddeld een gewicht van 50 tot 500 gram, slechts weinige soorten bereikten een gewicht van 1,0–2,5 kilogram. Net als de moderne primaten, hadden ze handen en voeten met vingers, die waren voorzien van nagels in plaats van grijpklauwen. De kenmerken van het skelet geven overtuigend aan dat deze dieren in de bomen leefden.

## Vondsten
Fossielen werden gevonden in Europa, Azië en Noord-Amerika.

## Taxonomie
- Familie: Omoyidae †
  -     -  Geslacht: Altanius † (Dashzeveg & McKenna, 1977)

  - Onderfamilie: Anaptomorphinae † (Cope, 1883)
    - Geslacht: Aycrossia † (Bown, 1979)
    - Geslacht: Baataromomys † (Ni et al., 2007)
    - Geslacht: Ekgmowechashala † (MacDonald, 1963)
    - Geslacht: Gazinius † (Bown, 1979)
    -  Geslacht: Kohatius † (Russell & Gingerich, 1980)

  - Onderfamilie: Microchoerinae † (Lydekker, 1887)
    - Geslacht: Indusius † (Gunnell et al., 2008)
    - Geslacht: Melaneremia † (Hooker, 2007)
    - Geslacht: Microchoerus † (Wood, 1844)
    - Geslacht: Nannopithex † (Stehlin, 1916)
    - Geslacht: Necrolemur † (Filhol, 1873)
    - Geslacht: Paraloris † (Fahlbusch, 1995)
    -  Geslacht: Pseudoloris † (Stehlin, 1916)

  - Onderfamilie: Omomyinae †
    -  Geslacht: Strigorhysis † (Bown, 1979)

  -  Onderfamilie: Tarkadectinae † (Szalay & Lucas, 1996)
    - Geslacht: Teilhardina † (Simpson, 1940)
    - Geslacht: Vastanomys † (Bajpai et al., 2005)
    -  Geslacht: Yaquius † (Mason, 1990)